# Filipa Moniz

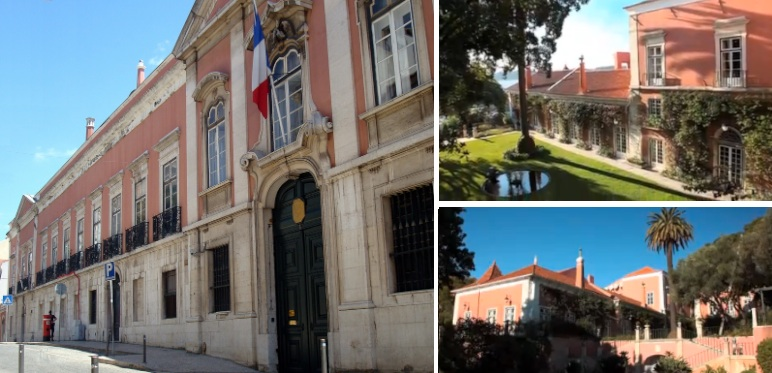
Todos-os-Santos em Lisboa, onde Filipa Moniz terá residido, é hoje a Embaixada da França.

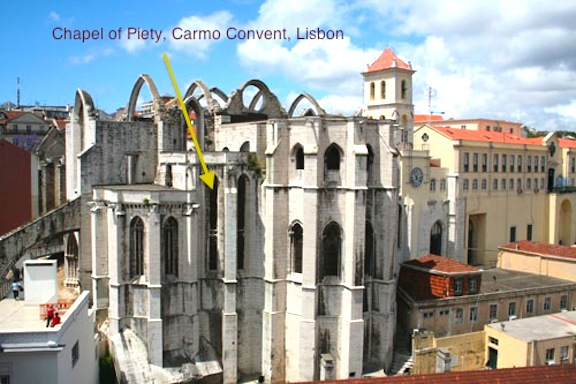
Capela da Piedade no Carmo onde Filipa foi sepultada.

Filipa Moniz (c. 1455 - c. 1484), também referida por autores posteriores como Filipa Perestrelo, Filipa Moniz Perestrelo ou Filipa Perestrelo Moniz, era filha de Bartolomeu Perestrelo, primeiro capitão do donatário, da ilha do Porto Santo, e de Isabel Moniz; era neta pelo lado materno de Gil Aires, escrivão da puridade de D. Nuno Álvares Pereira, e de sua mulher Leonor Rodrigues.
Filipa, enquanto donzela, viveu como uma das 12 "donas" do Mosteiro de Santos-o-Velho, uma comenda feminina da Ordem de Santiago (como uma das "donas" da Ordem de Santiago, o mestre D. João II teria que autorizar o seu casamento) e terá sido sepultada na Capela da Piedade no Carmo em Lisboa.
Casou-se com Cristóvão Colombo por volta de 1479, de quem teve um filho, Diogo Colombo, nascido cerca de 1479 ou 1480, que foi vice-rei e governador do Novo Mundo e 2º almirante das Índias de Castela, seguindo seu pai que fora 1º vice-rei e 1º almirante das Índias Ocidentais.